# Gangy New Yorku
Gangy New Yorku (v anglickém originále Gangs of New York) je americko-italské historické filmové drama z roku 2002 od režiséra Martina Scorsese. Hlavní role ve filmu ztvárnili Leonardo DiCaprio, Daniel Day-Lewis, Cameron Diaz, Liam Neeson a Jim Broadbent.

## Příběh

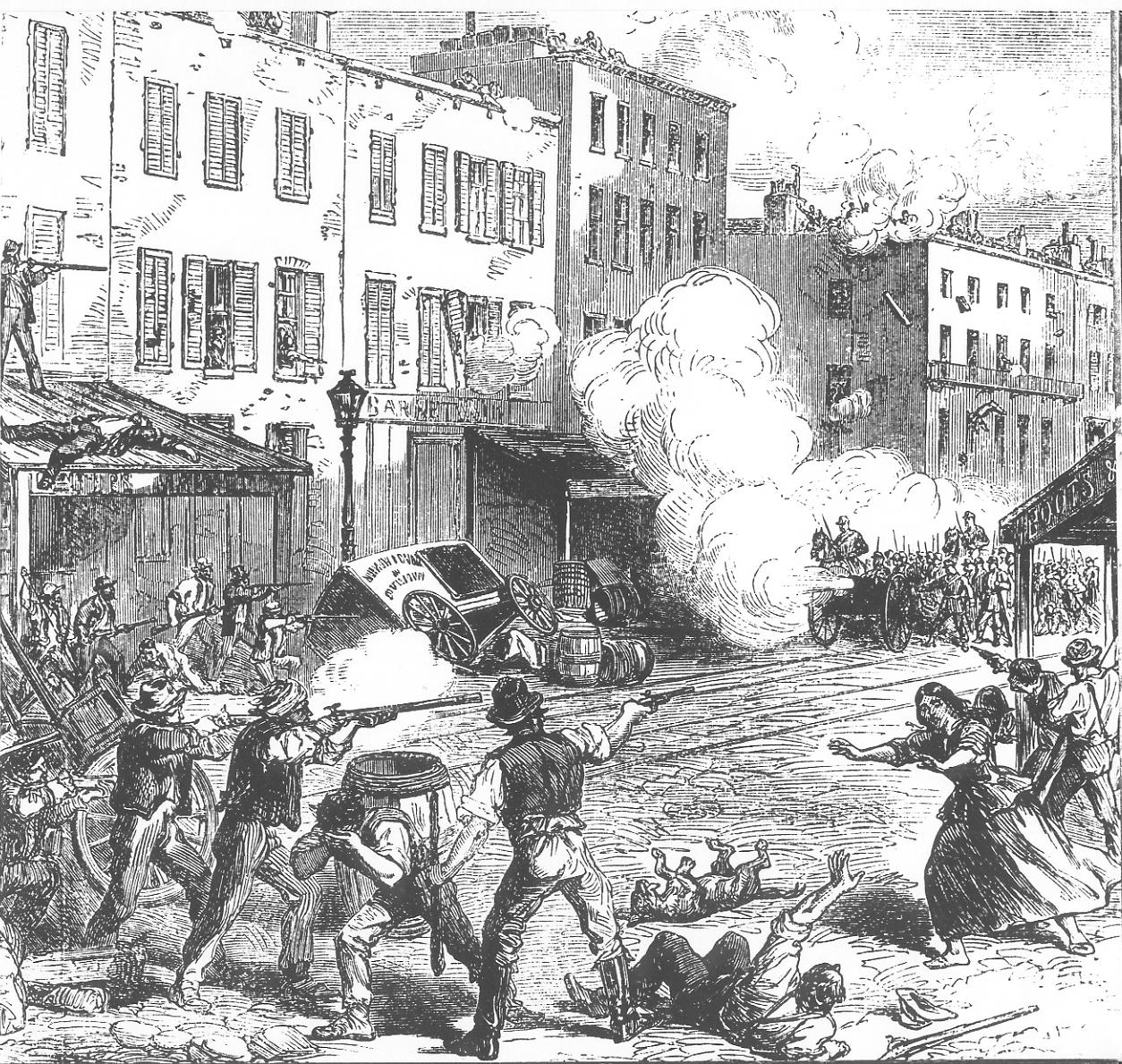
Nepokoje v New Yorku roku 1863

Příběh epického dramatu je zasazen do roku 1863; v New Yorku se střetávají desítky různých klanů a skupin o dominanci nad obchodem ve městě. Prolog z roku 1946 ukazuje dominanci protiimigrační protestantské Native American Party (později přejmenované na Know Nothing), když zvítězí v bitvě o ovládnutí podstvětí nad katolickými Mrtvými králíky. „Řezník“ Bill (Daniel Day-Lewis) zabije v šarvátce uprostřed Pěti konců (Five Points) vůdce irských katolíků „kněze“ Vallona (Liam Neeson), jeho syn mu však uprchne neznámo kam. Po šestnácti letech se Amsterdam Vallon (Leonardo DiCaprio) vrací, aby svého otce pomstil. A získal nadvládu nad newyorským podstvětím. Stane se chráněncem Řezníka Billa, který jej nepozná a získává si jeho důvěru. Bill plánuje každoroční oslavu vítězství nad Mrtvými králíky, které postavil mimo zákon; Amsterdam jej plánuje během této oslavy zabít. V průběhu spiknutí Amsterdam narazí na Jenny (Cameron Diaz), kapsářku, která žije nevázaným životem. Postupně se do ní zamiluje, než zjistí, že Jenny strávila čas s většinou mužů ve Five Points. Postupně ve městě díky vyčerpávající občanské válce vypukají nepokoje proti odvodům (New York draft riots), kterých se účastní především irští přistěhovalci, kteří nemají na vykoupení se z povinných odvodů. Oba klany se do bojů zapojí, většina jich zemře. Amsterdam zabije Billa nožem od svého otce, kterému postaví na hřbitově důstojný pomník.

## Obsazení
| Leonardo DiCaprio      | Amsterdam Vallon         |
| Daniel Day-Lewis       | William ‚řezník‘ Cutting |
| Cameron Diaz           | Jenny Everdeane          |
| Liam Neeson            | ‚kněz‘ Vallon            |
| Jim Broadbent          | William ‚boss‘ Tweed     |
| Henry Thomas           | Johnny Sirocco           |
| Brendan Gleeson        | Walter ‚mnich‘ McGinn    |
| Gary Lewis             | McGloin                  |
| John C. Reilly         | Jack Mulraney            |
| Stephen Graham         | Shang                    |
| Lawrence Gilliard, Jr. | Jimmy Spoils             |
| Cara Seymour           | Hell-Cat Maggie          |

## Další tvůrci
- Výtvarník: Cristiano Donzelli
- Výkonný producent: Michael Hausman
- Produkce: Gerry Robert Byrne
- Koproducent: Colin Vaines
- II. režie: Vic Armstrong, Douglas Plasse

## Výroba
Nápad, který vedl Martina Scorsese k úvahám o tomto příběhu, vznikl už během jeho dětství ve čtvrti Malá Itálie v New Yorku. Léta 1970 se seznámil s knihou Herberta Asburyho The Gangs of New York: An Informal History of the Underworld z roku 1927 (česky Newyorské gangy: neformální dějiny newyorského podsvětí, 2002 v BB artu, překlad Petry Diestlerové) a společně s kamarádem, kritikem Jayem Cocksem v roce 1977 napsali první scénář. Do hlavní role měl být obsazen herec Malcolm MacDowell. Roku 1979 pořídil Scorsese práva na zfilmování knihy, trvalo však dalších 20 let, než se příprava posunula dál. Studio Universal připravovalo film s rozpočtem 30 milionů dolarů, nicméně práva byla postoupena studiu Disney, který přípravy zastavilo kvůli přemíře násilí ve filmu. Poté, co byl film odmítnut i dalšími studii, našel v roce 1999 Scorsese partnera v Harvey Weinsteinovi a studiu Miramax. Společně s Cocksem připravili devět verzí scénáře. Samotné natáčení probíhalo v kulisách postavených v italských ateliérech Cinecittà v Římě.

## Uvedení
Snímek byl dokončen již roku 2001. Vzhledem k teroristickým útokům z 11. září byla však premiéra odložena na prosinec 2002. Celkové tržby snímku dosáhly 193 milionů dolarů.

## Ocenění
Film byl nominován na deset Oscarů, ani jeden nezískal; obdržel ale dvě ocenění Zlatý glóbus a jednu cenu BAFTA.

## Recenze
- Jiří Pavlovský, Score  80 %[5]